# 硬币认证公司
硬币认证公司（英語：Numismatic Guaranty Company，简称NGC），是一家成立于1987年，坐落在美国佛罗里达州萨拉索塔的一家私营的国际硬币认证服务公司，向全球客户提供硬币、代币和奖章的第三方评级服务。

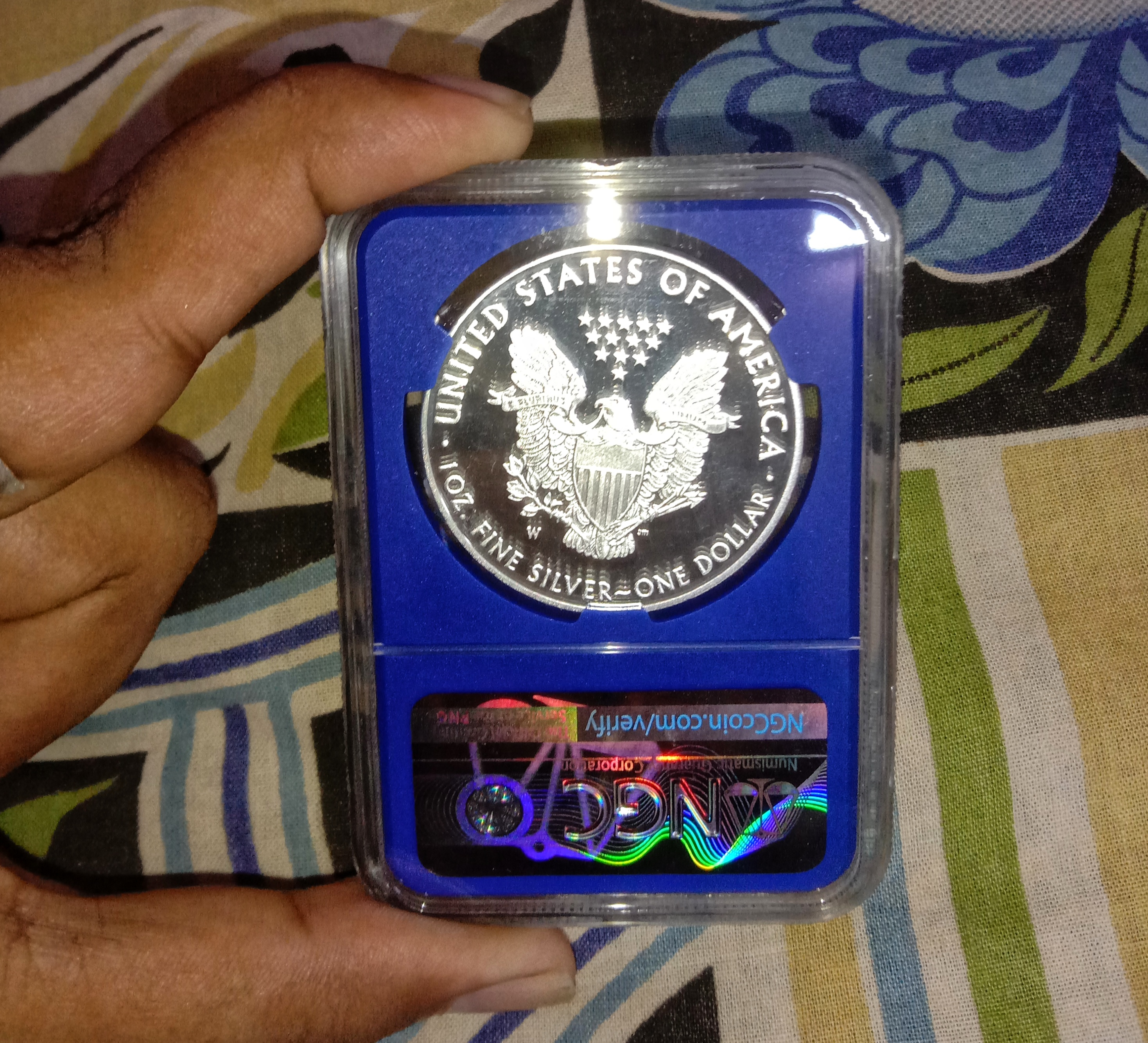

现在NGC是Certified Collectibles Group（CCG）的子公司，同时在香港、上海和慕尼黑都设有办公室。

## 历史
于1987年NGC由John Albanese在新泽西州帕西帕尼创立，NGC 于 2002 年在佛罗里达州萨拉索塔开始运营。后来成为Certified Collectibles Group（CCG集团）旗下的成员公司。
2018年，NGC和PMG品牌被指定为澳门钱币学会（Macau Numismatic Society，简称MNS）的官方评级服务机构。
2019年5月，NGC在香港进行现场鉴定、评级和封装现代硬币、代币和纪念章。

## 在线研究工具
NGC Cert Lookup 可验证所有 NGC 认证的硬币并帮助打击持有者的伪造行为。 NGC 将使用标签序列号显示硬币的日期、面额、等级、照片（如果有）以及定价和普查信息。 NGC Coin Explorer 列出了许多硬币问题的关键信息，例如发行量和价值。 NGC 普查报告每期 NGC 按等级认证的样本数量，这有助于确定相对稀有性。由于重新提交相同的硬币，人口普查数据经常被错误地夸大。 NGC 硬币价格指南列出了大多数美国硬币（以及一些现代中国硬币）发行的定价数据。 NGC 拍卖中心报告已实现的拍卖价格。